# Eriococcus ammophilus
Eriococcus ammophilus är en insektsart som beskrevs av Alfred Serge Balachowsky 1933. Eriococcus ammophilus ingår i släktet Eriococcus och familjen filtsköldlöss. Inga underarter finns listade i Catalogue of Life.